# Chisseaux
Chisseaux és un municipi francès, situat al departament de l'Indre i Loira i a la regió de Centre – Vall del Loira. L'any 2007 tenia 621 habitants.

## Demografia

### Població
El 2007 la població de fet de Chisseaux era de 621 persones. Hi havia 277 famílies, de les quals 87 eren unipersonals (24 homes vivint sols i 63 dones vivint soles), 103 parelles sense fills, 67 parelles amb fills i 20 famílies monoparentals amb fills.
La població ha evolucionat segons el següent gràfic:
Habitants censats

### Habitatges
El 2007 hi havia 358 habitatges, 280 eren l'habitatge principal de la família, 48 eren segones residències i 30 estaven desocupats. 349 eren cases i 8 eren apartaments. Dels 280 habitatges principals, 225 estaven ocupats pels seus propietaris, 54 estaven llogats i ocupats pels llogaters i 1 estava cedit a títol gratuït; 1 tenia una cambra, 21 en tenien dues, 61 en tenien tres, 86 en tenien quatre i 111 en tenien cinc o més. 237 habitatges disposaven pel capbaix d'una plaça de pàrquing. A 144 habitatges hi havia un automòbil i a 111 n'hi havia dos o més.

### Piràmide de població
La piràmide de població per edats i sexe el 2009 era:
| Homes | Edats   | Dones |
| ----- | ------- | ----- |
| 0     | 95 o +  | 8     |
| 0     | 90 a 94 | 0     |
| 4     | 85 a 89 | 8     |
| 4     | 80 a 84 | 8     |
| 28    | 75 a 79 | 4     |
| 36    | 70 a 74 | 16    |
| 24    | 65 a 69 | 40    |
| 12    | 60 a 64 | 20    |
| 8     | 55 a 59 | 12    |
| 8     | 50 a 54 | 8     |
| 12    | 45 a 49 | 16    |
| 32    | 40 a 44 | 16    |
| 12    | 35 a 39 | 24    |
| 24    | 30 a 34 | 28    |
| 12    | 25 a 29 | 12    |
| 16    | 20 a 24 | 0     |
| 16    | 15 a 19 | 24    |
| 24    | 10 a 14 | 28    |
| 16    | 5 a 9   | 20    |
| 8     | 0 a 4   | 16    |

## Economia
El 2007 la població en edat de treballar era de 361 persones, 286 eren actives i 75 eren inactives. De les 286 persones actives 261 estaven ocupades (134 homes i 127 dones) i 25 estaven aturades (13 homes i 12 dones). De les 75 persones inactives 23 estaven jubilades, 22 estaven estudiant i 30 estaven classificades com a «altres inactius».

### Ingressos
El 2009 a Chisseaux hi havia 288 unitats fiscals que integraven 619,5 persones, la mediana anual d'ingressos fiscals per persona era de 17.802 €.

### Activitats econòmiques
Dels 26 establiments que hi havia el 2007, 1 era d'una empresa de fabricació d'altres productes industrials, 4 d'empreses de construcció, 3 d'empreses de comerç i reparació d'automòbils, 2 d'empreses de transport, 4 d'empreses d'hostatgeria i restauració, 4 d'empreses immobiliàries, 6 d'empreses de serveis, 1 d'una entitat de l'administració pública i 1 d'una empresa classificada com a «altres activitats de serveis».
Dels 8 establiments de servei als particulars que hi havia el 2009, 1 era una oficina de correu, 2 paletes, 2 lampisteries, 1 perruqueria, 1 restaurant i 1 agència immobiliària.
L'únic establiment comercial que hi havia el 2009 era una botiga de material esportiu.
L'any 2000 a Chisseaux hi havia 12 explotacions agrícoles que ocupaven un total de 207 hectàrees.

## Equipaments sanitaris i escolars
L'únic equipament sanitari que hi havia el 2009 era una farmàcia.
El 2009 hi havia una escola elemental.

## Poblacions més properes
El següent diagrama mostra les poblacions més properes.